# Exocarpos humifusus
Exocarpos humifusus är en sandelträdsväxtart som beskrevs av Robert Brown. Exocarpos humifusus ingår i släktet Exocarpos och familjen sandelträdsväxter. Inga underarter finns listade i Catalogue of Life.